# 纳瓦尔维利亚尔德佩拉
纳瓦尔维利亚尔德佩拉，是西班牙埃斯特雷马杜拉巴达霍斯省的一个市镇。总面积251平方公里，总人口4829人（2001年），人口密度19人/平方公里。